# Вільям Ґодвін
Вільям Ґодвін (англ. William Godwin; 3 березня 1756 — 7 квітня 1836) — англійський журналіст, політичний філософ і романіст, драматург, один із засновників ліберальної політичної філософії й анархізму. Чоловік письменниці-феміністки Мері Волстонкрафт, батько письменниці Мері Шеллі.

## Життєпис
Народився 3 березня 1756 року в містечку Вісбіч (графство Кембриджшир) у родині дисидентського (протестанського) проповідника. У 1773 році вступив в протестанський коледж у Хокстон поблизу Лондона, після закінчення якого став дисидентським сільським священником. У 1784 році опублікував свої проповіді під назвою «Історичні ескізи в шести проповідях». Знайомство з працями Руссо, Гольбаха і Гельвеція остаточно розхитали його релігійні переконання. Після невдалої спроби заснувати школу для навчання хлопчиків, безповоротно віддався літературній праці. Незабаром почав працювати в щомісячному політичному та історичному журналі «Англійське рев'ю» (The English Review). З 1786 року співпрацював в ліберальному «Новому щорічнику» (New Annual Register), де вів історичний відділ.
У 1793 році вийшла книга Ґодвіна «Дослідження про політичну справедливість», а в 1794 році — відомий роман «Речі як вони є, або Калеб Вільямс», в якому Ґодвін популяризував думки, висловлені ним у «Дослідженні про політичну справедливість».
У травні 1794 року арештовані й звинувачені в державній зраді члени радикально-демократичного «Кореспондентського суспільства» Британії за пропаганду політичних реформ. Звинувачення підтримував лорд-головний суддя Ейр (Eyre). Опублікована в газеті анонімно стаття Ґодвіна «Швидка критика звинувачення пред'явленого лордом-головним суддею Ейром великому журі присяжних» передрукована брошурою і поширюється по всій країні. В результаті суд змушений був поступитися тиску і виправдати всіх обвинувачених. Після того як авторство Ґодвіна стало відомо, популярність його досягла апогею.
У 1805 році заснував видавництво під назвою «Юнацька бібліотека», яким опікувався протягом двадцяти років.